# Батьківська сільська рада (Зіньківський район)
Батьківська сільська рада — колишній орган місцевого самоврядування у Зінківському районі Полтавської області з центром у селі Батьки.

## Населені пункти
Сільраді були підпорядковані населені пункти:
- c. Батьки
- с. Драни
- с. Корлюкове
- с. Лазьки